# Виконт Горт

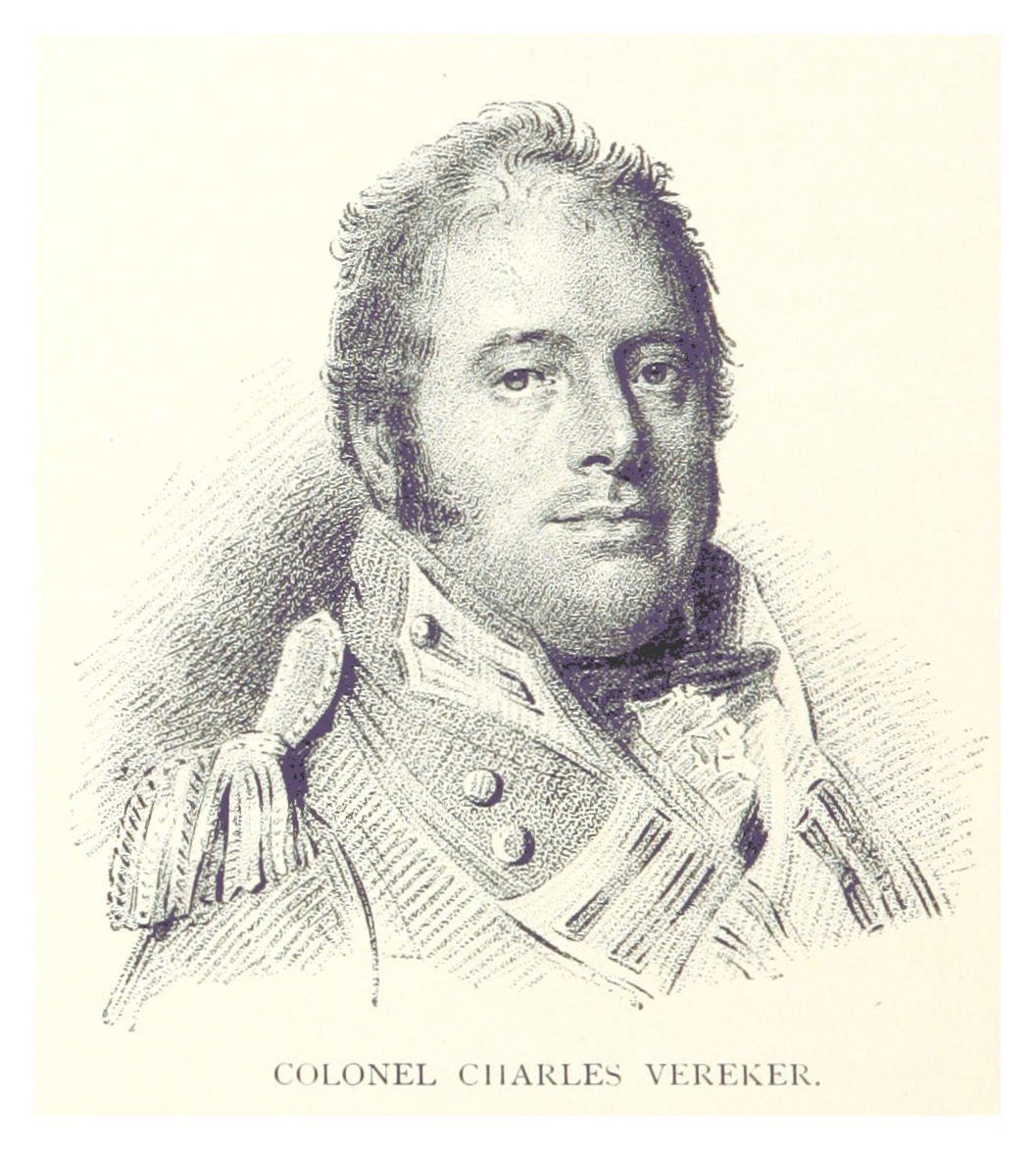
Портрет полковника Чарльза Веркера, 2-го виконта Горта (1768—1842)

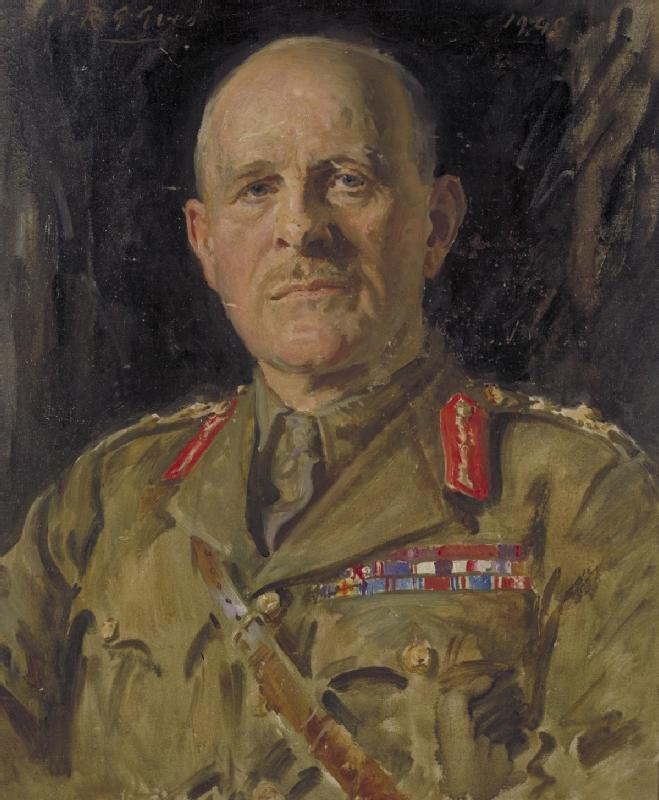
Джон Прендергаст Стэндиш Сёртиз Веркер, 6-й виконт Горт

Виконт Горт (англ. Viscount Gort) — наследственный титул в системе Пэрства Ирландии. Горт — небольшой город в графстве Голуэй на западе Ирландии. Титул виконта Горта был создан 16 января 1816 года для Джона Прендергаста-Смита, 1-го барона Килтарторна (1742—1817), в системе Пэрства Ирландии. 8 февраля 1946 года Джон Прендергаст Стэндиш Сёртиз Веркер, 6-й виконт Горт (1886—1946), стал пэром Соединённого королевства, получив титул виконта Горта из Хамстерли Холла.

## Виконт Горт (Пэрство Ирландии)
В 1816 году титул виконта Горта был создан для ирландского политика Джона Прендергаста-Смита (1742—1817). В 1810 году для него был создан титул барона Килтартона из Горта в графстве Голуэй (Пэрство Ирландии). Он был племянником сэра Томаса Прендергаста, 2-го баронета (ум. 1760). В 1760 году после смерти своего дядя Джон Прендергаст-Смит унаследовал его поместья. Лорд Горт не имел сыновей, ему наследовал в 1817 году его племянник, Чарльз Веркер, сын его сестры Джулианы от брака с Томасом Веркером. Чарльз Веркер, 2-й виконт Горт (1768—1842), представлял Лимерик в ирландской палате общин (1794—1801) и в британской палате общин (1802—1817). С 1824 по 1842 год он заседал в Палате лордов Великобритании в качестве ирландского пэра-представителя.
Его преемником стал его сын, Джон Прендергаст Веркер, 3-й виконт Горт (1790—1865). Он также заседал в Палате общин от Лимерика (1817—1820). В 1865 году он был ирландским пэром-представителем в Палате лордов Великобритании.

## Виконт Горт (Пэрство Соединённого королевства)
Джон Стендиш Сертис Прендергаст Веркер, 6-й виконт Горт (1886—1946), был крупным британским государственным и военным деятелем. После создания Ирландского свободного государства в 1922 году семья Веркеров эмигрировала и поселилась в графстве Дарем (Шотландия). Проявил личное мужество во время Первой мировой войны, был награждён Крестом Виктории, высшей наградой Британской империи. В 1937—1939 годах — начальник имперского генерального штаба. Занимал должности губернатора Гибралтара (1941—1942) и Мальты (1942—1944), верховного комиссара Палестины и Трансиордании (1944—1945). В 1943 году получил чин фельдмаршала британской армии. В феврале 1946 года для него был создан титул виконта Горта из Хамстерли Холла в графстве Дарем (Пэрство Соединённого королевства). Двое сыновей Джона Стендиша Веркера, 6-го виконта Горта, скончались при жизни отца, поэтому после его смерти титул британского виконта прервался, а ирландский титул виконта Горта унаследовал его младший брат, Стендиш Веркер, 7-й виконт Горт (1888—1975).

## Виконтство Горт в настоящее время
Достопочтенный Стендиш Роберт Гейдж Веркер унаследовал титулы виконта и барона после смерти в 1946 году своего старшего брата, фельдмаршала Джона Стендиша Веркера. В 1934 году он занимал пост высшего шерифа Дарема.
После его смерти в 1975 году титул перешел к его двоюродному брату, Колину Веркеру, 8-му виконту Горту (1916—1995). Колин Веркер был внуком достопочтенного Фоли Чарльза Прендергаста Веркера, второго сына 4-го виконта Горта. 8-й лорд Горд проживал на острове Мэн, где он являлся членом Палаты коммонеров, нижней палаты парламента острова (1966—1971). В 1995 году ему наследовал его сын, Фоли Веркер, 9-й виконт Горт (род. 1951). Он также живет на острове Мэн.

## Виконты Горт из Горта (1816)
- 1816—1817: Джон Прендергаст-Смит, 1-й виконт Горт (1742 — 23 мая 1817), второй сын ирландского депутата Чарльза Смита (1694—1784) и Элизабет Прендергаст
- 1817—1842: Чарльз Веркер, 2-й виконт Горт (1768 — 11 ноября 1842), младший сын Томаса Веркера (1737—1801) и Джулианы Смит (1735—1811), племянник предыдущего
- 1842—1865: Джон Прендергаст Веркер, 3-й виконт Горт (1 июля 1790 — 20 октября 1865), единственный сын предыдущего от первого брака
- 1865—1900: Стэндиш Прендергаст Веркер, 4-й виконт Горт (9 июля 1819 — 9 января 1900), старший сын предыдущего
- 1900—1902: Джон Гейдж Прендергаст Веркер, 5-й виконт Горт (28 января 1849 — 15 августа 1902), старший сын предыдущего
- 1902—1946: Джон Прендергаст Стэндиш Сёртиз Веркер, 6-й виконт Горт (10 июля 1886 — 31 марта 1946), старший сын предыдущего
- 1946—1975: Стэндиш Роберт Гейдж Прендергаст Веркер, 7-й виконт Горт (12 февраля 1888 — 21 мая 1975), младший брат предыдущего
- 1975—1995: Колин Леопольд Прендергаст Веркер, 8-й виконт Горт (21 июня 1916 — 6 апреля 1995), единственный сын Леопольда Джорджа Прендергаста Веркера (1881—1937), внук капитана Королевских ВМФ достопочтенного Фоли Чарльза Прендергаста Веркера (1850—1900), правнук 4-го виконта Горта
- 1995 — настоящее время: Фоли Роберт Стэндиш Прендергаст Веркер, 9-й виконт Горт (род. 24 октября 1951), старший сын предыдущего
  - Наследник: Достопочтенный Роберт Фоли Прендергаст Веркер (род. 5 апреля 1993), единственный сын предыдущего.

## Виконт Горт из Хамстерли Холла (1946)
- 8 февраля 1946 — 31 марта 1946: Джон Прендергаст Стэндиш Сертиз Веркер, 6-й виконт Горт (10 июля 1886 — 31 марта 1946), старший сын Джона Гейджа Прендергаста Веркера, 5-го виконта Горта. В 1946 году этот титул прервался.